# Panissa (gastronomia piemontese)

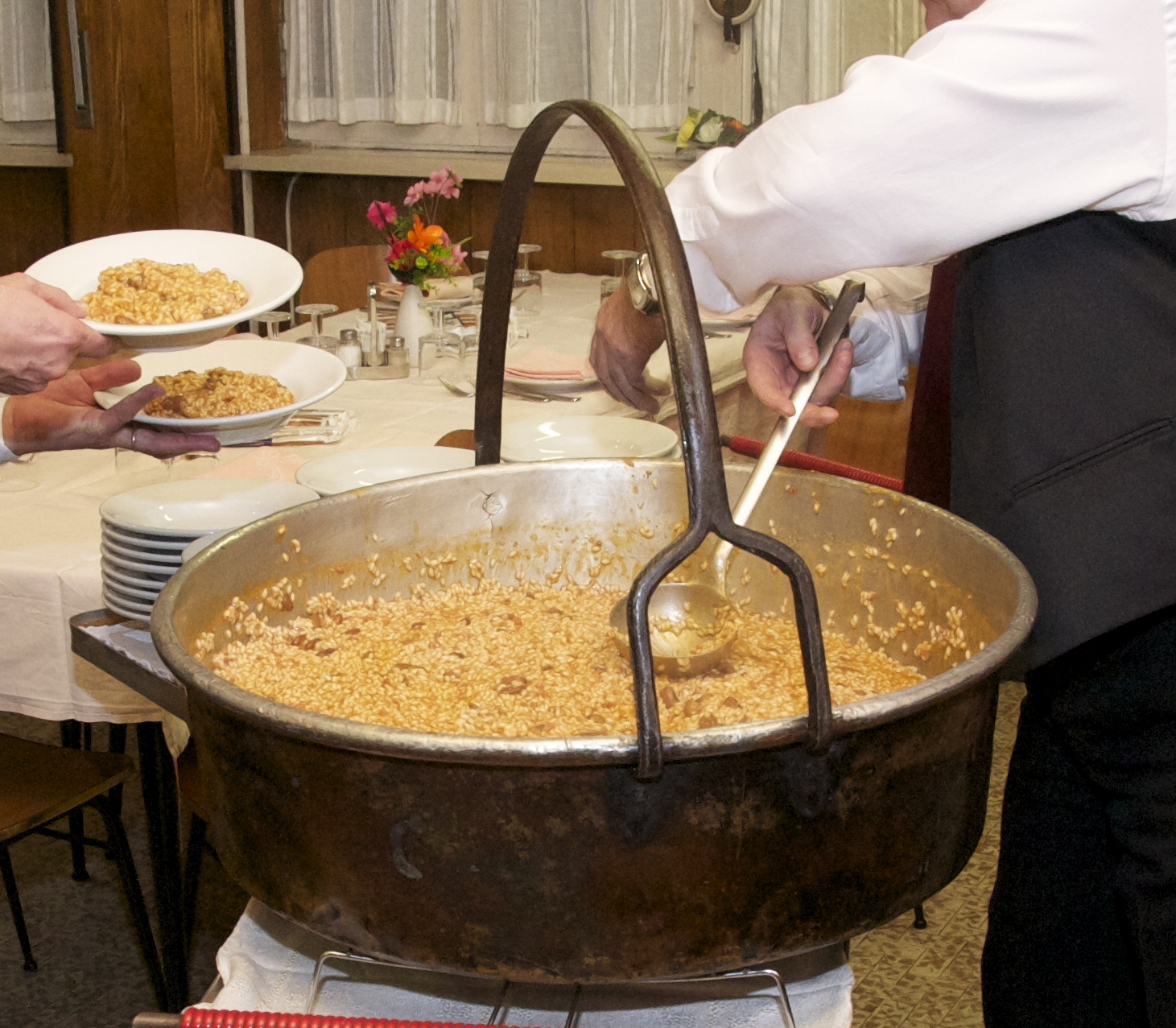
Paiolo di Panissa Vercellese

La panissa (in vercellese) o paniscia (in novarese) è un tipo di risotto diffuso in Piemonte con alcune varianti provinciali.

## Diffusione
È diffuso soprattutto nel Novarese, nel Vercellese, nella Lomellina, nell'alto casalese, nell'appenninica alta val Curone (paesi di Bruggi, Salogni, Caldirola, Forotondo ecc...) dove è stata importata dai lavoratori stagionali nelle risaie novaresi e vercellesi ed è celebrata da una sagra a Lunassi e a Vercelli, entrambe ad inizio settembre, e nel Lodigiano.

## Etimologia
Si ipotizza che il nome derivi da panìgo, una varietà povera di miglio, con il quale veniva cucinato questo piatto, prima della diffusione del riso.

## Ingredienti delle varie varianti
Gli ingredienti della panissa vercellese sono: riso della varietà Arborio, Baldo, Sant'Andrea o Maratelli, fagioli della qualità tipica coltivata a Saluggia o a Villata, cipolla, vino rosso Barbera, lardo, salam d'la duja, sale.
Gli ingredienti della paniscia novarese sono: riso della varietà Arborio, Carnaroli o Roma, fagioli borlotti, cavolo verza, carota, sedano, cipolla, vino rosso (possibilmente delle Colline Novaresi), lardo (non il burro), cotica di maiale, salam d'la duja, sale e pepe. In ogni casa, naturalmente, la ricetta viene personalizzata e spesso la lista degli ingredienti è ridotta anche se sicuramente non possono mancare i fagioli, la cipolla, il vino e il salame.
La versione diffusa in Lombardia (nelle province di Lodi e Pavia) non prevede l'utilizzo dei fagioli, ma l'aggiunta di una spolverata di formaggio grana, preferibilmente granone lodigiano.
Al fine di recuperare le tradizioni culinarie del mondo contadino, da alcuni anni, alcuni comuni del lodigiano organizzano la festa della panissa.

## Abbinamenti enologici
Un piatto di panissa si può abbinare ad un vino rosso fermo di medio corpo come un barbera piemontese o un vino delle Colline Novaresi (ad esempio un Ghemme DOCG) o delle Coste della Sesia (come ad esempio un Gattinara DOCG).